# Parque Nacional Sangay

O Parque Nacional Sangay é um parque nacional equatoriano, situado no centro do país. Encontra-se a uma altitude compreendida entre 1000 e 5400 m acima do nível do mar, no pico Sangay, que é um vulcão activo. 

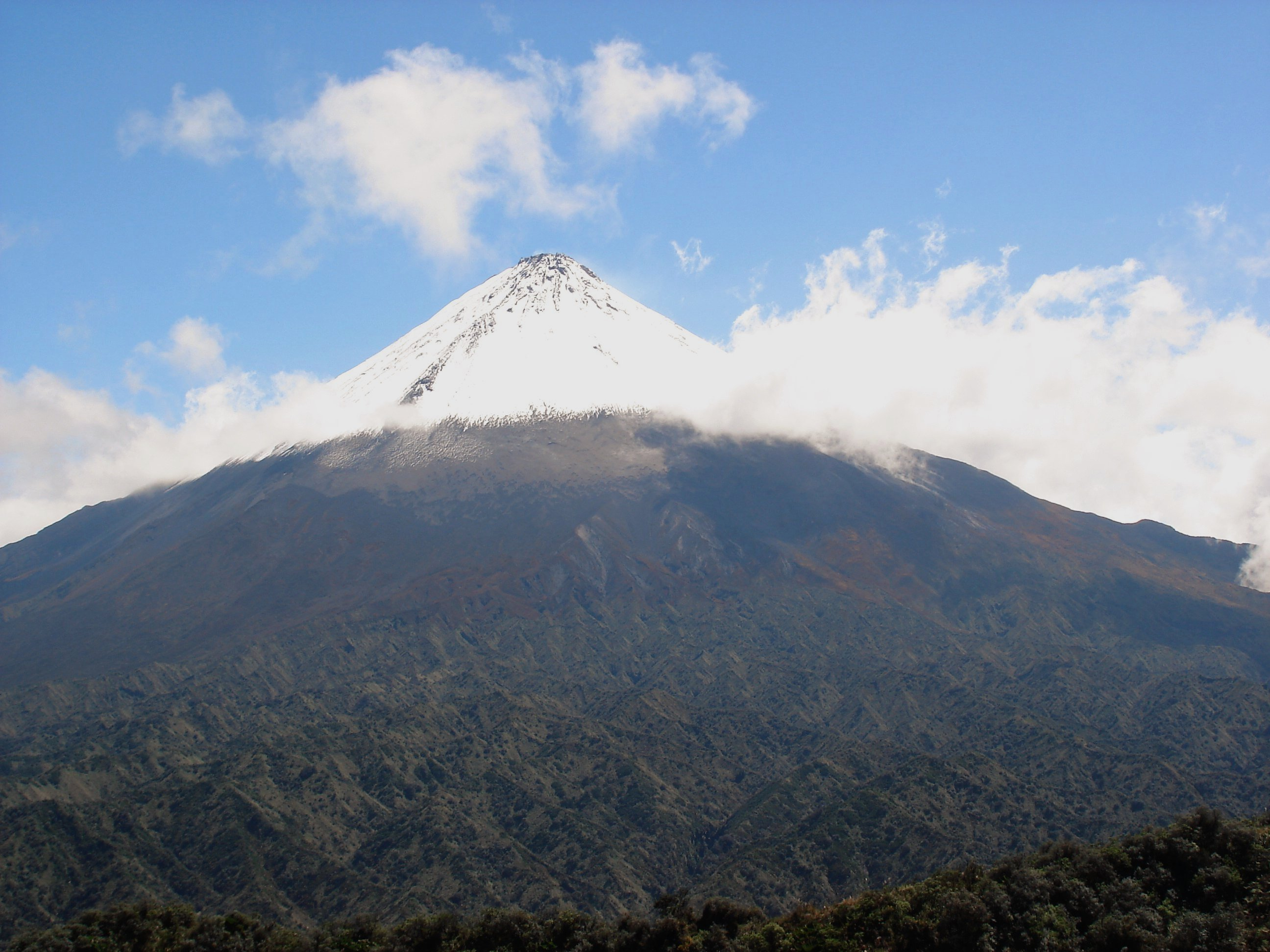
Pico Sangay

O parque compreende terrenos vulcânicos e glaciares/geleiras. Um terço está coberto de vegetação de páramos e na base das montanhas cresce a floresta tropical (h)úmida. Devido às diferenças de altitude possui uma grande diversidade biológica. Entre outras espécies, vivem aqui o condor-dos-andes, o tapir-da-montanha e o urso-das-lunetas. Em 1983, foi incluído pela UNESCO na lista de Património Mundial da Humanidade.